# Madschid Schahriari
Madschid Schahriari (auch Schahrijari; persisch مجید شهریاری; * 1966 in Zandschan; † 29. November 2010 in Teheran) war ein iranischer Atomwissenschaftler.

## Leben
Schahriari war an einem der landesweit größten Atomprojekte beteiligt. Er war Schüler von Ali Akbar Salehi, dem Chef der iranischen Atombehörde, und Mitglied der Atomfakultät der Teheraner Schahid-Beheschti-Universität.
Er fiel einem Autobombenattentat in Teheran am 29. November 2010 zum Opfer. Seine Frau wurde dabei verletzt. Bei einem zweiten, zeitgleich ausgeführten Anschlag in Teheran wurde der Atomphysiker Fereidun Abbassi schwer verletzt. Der iranische Führung beschuldigt die Vereinigten Staaten und Israel, in die Attentate verwickelt zu sein, mit dem Ziel, das iranische Atomprogramm zu sabotieren. Auch westliche Medien vermuten einen Zusammenhang mit der Anschlagserie, die am 12. Januar 2010 mit der Ermordung des theoretischen Teilchenphysikers Massud Ali-Mohammadi begann.
Am 29. November 2011, dem ersten Jahrestag von Schahriaris Tod, wurde die im Zentrum Teherans gelegene Botschaft Großbritanniens von Demonstranten gestürmt. In Sprechchören nannten sie die diplomatische Vertretung eine „Spionagehöhle“ und erinnerten damit an die Geiselnahme von Teheran im Jahr 1979 als eine Gruppe iranischer Studenten die US-Botschaft besetzt hatte.